# Băneasa (Galați)
Băneasa es una comuna ubicada en el distrito de Galați, Rumania.

## Superficie
Posee una superficie de 72,85 kilómetros cuadrados.

## Demografía
Hasta 2021 la población era de 1992 habitantes, con una densidad de población de 27,34 habitantes por kilómetro cuadrado.